# シェーンベルグ＝チャンドラセカール限界
恒星物理学において、シェーンベルグ＝チャンドラセカール限界（シェーンベルグ＝チャンドラセカールげんかい、Schönberg-Chandrasekhar limit）またはセンベルグ=チャンドラセカール限界とは、恒星が主系列段階を離れ赤色巨星へと進化をしていく際に、まだ核融合に至っていないヘリウム中心核が重力収縮を止めて静水圧平衡を保つことができる限界質量のことである。この限界質量は恒星全体の質量に対する中心核の質量の比として表され、恒星質量の約10%である。ヘリウム中心核の質量がこの限界を超えると、中心核は重力により収縮し、それによって発生する熱によって水素殻燃焼がさらに活発となることで、恒星は赤色巨星へと進化を始める。この限界は、1942年にこの値を推定したブラジルのマリオ・シェンベルグ（英語: Mário Schenberg）とアメリカのスブラマニアン・チャンドラセカールの2人の天体物理学者にちなんで命名された。

## 概要
主系列星の中心核の水素が核融合で使い果たされると、恒星は静水圧平衡を保てなくなり、星全体が重力収縮する。重力収縮によって恒星内部の温度が上昇し、ヘリウム中心核のすぐ外側の層（水素燃焼殻）での水素燃焼が活発になると、外層の重力収縮が止まる。このときのヘリウム中心核はまだ核融合に至っておらず、密度勾配だけから得られる圧力勾配で自己重力が支えられる状態となっている。この状態は、ヘリウム中心核の質量が恒星全体の質量の約10%よりも小さいときに維持され、この質量限界をシェーンベルグ=チャンドラセカール限界という。
質量が約3太陽質量太陽質量 (M☉) よりも大きな恒星では、主系列段階を終えた時点でヘリウム中心核の質量はシェーンベルグ=チャンドラセカール限界よりも大きくなっており、恒星はシェーンベルグ＝チャンドラセカール限界を既に超えた質量の中心核を抱えたまま主系列から離脱する。恒星質量が3 M☉未満の場合も水素殻の核融合によってヘリウム中心核の質量が増加し、シェーンベルグ＝チャンドラセカール限界を超えるまで成長する。
ヘリウム中心核の質量がシェーンベルグ=チャンドラセカール限界を超えると、もはや圧力勾配だけで静水圧平衡を保てず、ヘリウム中心核は急速に重力収縮し中心核内の温度が上昇する。そのため、すぐ外側の水素燃焼殻の温度が上昇して核融合がさらに活発となり、水素燃焼殻の外層が膨張して赤色巨星へと進化していく。